# Rytterknægten

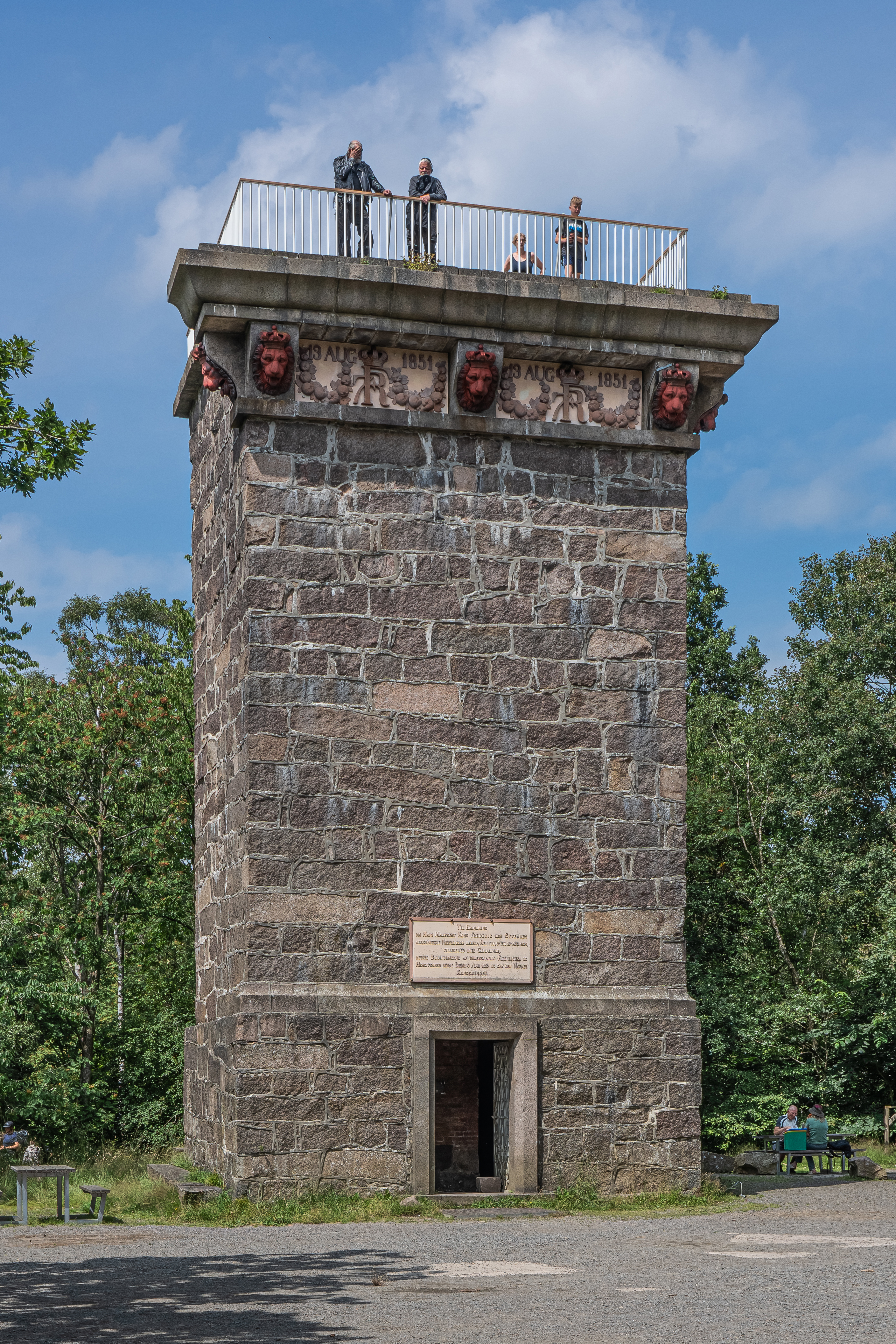
Der Turm Kongemindet

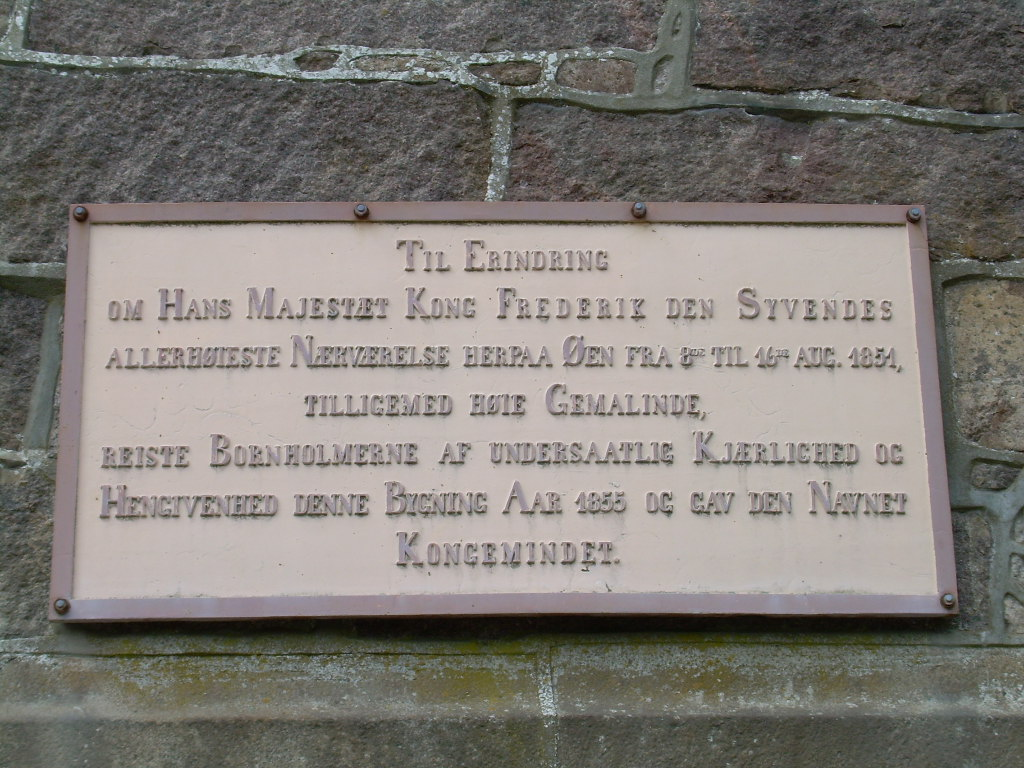
Gedenktafel am Turm

Rytterknægten ist der höchste Berg Bornholms und der höchste Dänemarks außerhalb des mitteljütischen Höhenzuges Ejer Bjerge. Er ist 162 Meter über dem Meeresspiegel hoch und liegt in der Mitte der Insel in dem Waldgebiet Almindingen. Auf seinem Gipfel steht ein Turm, Kongeminde („Denkmal für den König“) genannt, der 1856 zu Ehren von Frederik VII. und dessen Ehefrau Louise Danner errichtet wurde. Bezahlt wurde er mit Spenden der Bewohner Bornholms.
Die Gedenktafel des Turms enthält die Inschrift (deutsche Übersetzung): Zur Erinnerung an seiner Majestät König Frederik des Siebten allerhöchste Anwesenheit auf dieser Insel vom 8. bis 16. August 1851 begleitet von seiner Gemahlin errichteten die Bornholmer in untertänlicher Liebe und Ergebenheit dieses Gebäude im Jahr 1855 und gaben ihm den Namen Königsgedenken.
Die Höhe des steinernen Turms beträgt 13 Meter. Im Jahr 1899 waren jedoch die Bäume des umgebenden Waldes so hoch geworden, dass keine Aussicht mehr möglich war. So errichtete man eine neun Meter hohe Metallkonstruktion auf der Spitze. Diese wurde aber in den 2010ern wieder entfernt. Die Aussichtsplattform erreicht 184 Meter über dem Meeresspiegel.